# Самойлово (Вологодская область)
Самойлово — деревня в Устюженском районе Вологодской области.
Входит в состав Устюженского сельского поселения, с точки зрения административно-территориального деления — в Устюженский сельсовет.
Расстояние по автодороге до районного центра Устюжны — 5 км. Ближайшие населённые пункты — Исаково, Легалово, Терентьево.
Население по данным переписи 2002 года — 40 человек (20 мужчин, 20 женщин). Преобладающая национальность — русские (92 %).